# Saint-André-les-Alpes
Saint-André-les-Alpes là một xã ở tỉnh Alpes-de-Haute-Provence, vùng Provence-Alpes-Côte d’Azur ở đông nam nước Pháp.